# Stercutus
Stercutus är ett släkte av ringmaskar. Stercutus ingår i familjen småringmaskar.
Släktet innehåller bara arten Stercutus niveus.